# Borja Ekiza
Borja Ekiza Imaz (* 6. März 1988 in Pamplona) ist ein spanischer Fußballspieler.

## Karriere
Ekiza begann seine Karriere bei Athletic Bilbao. 2008 spielte er erstmals für die Drittligamannschaft. Sein Erstligadebüt gab er am 18. Spieltag 2010/11 gegen den FC Málaga. 2012 war er mit Bilbao im Europa-League-Finale, scheiterte jedoch am Ligakonkurrenten Atlético Madrid. 2014 wechselte er zum Ligakonkurrenten SD Eibar.